# 諫早市立森山西小学校
諫早市立森山西小学校（いさはやしりつ もりやまにししょうがっこう、Isahaya City Moriyama Nishi Elementary School）は、長崎県諫早市森山町下井牟田にある公立小学校。

## 概要
歴史
1873年（明治6年）に「鳥島小学校」として創立。校名に「森山」が入るようになったのは1941年（昭和16年）。
校章
校名の「森山西」を図案化したもの。
校歌
1966年（昭和41年）制定。作詞は西川武治、作曲は深町一朗による。歌詞は2番まであり、校名は歌詞中に登場しない。
校区
諫早市森山町下井牟田、上井牟田、慶師野、本村、田尻（一部）。中学校区は諫早市立森山中学校。

## 沿革
- 1873年（明治6年）5月10日 - 第五大学区長崎県管下第一中学区高来郡の小学校として「鳥島小学校」が現在地に開校。
- 1878年（明治11年）- 郡制の施行により、北高来郡に属することとなる。
- 1880年（明治13年）- 教育令の施行により中等科・初等科を設置の上、「公立中等鳥島小学校」に改称。森山（万灯）に分校を設置。
- 1883年（明治16年）- 井牟田古賀に分校を設置。
- 1886年（明治19年）9月1日 - 小学校令の施行により、分校を廃止の上、「尋常鳥島小学校」となる。
- 1889年（明治22年）4月1日 - 町村制の施行により、井牟田・森山・唐比の3村が合併して「森山村」となる。これにより森山村立の小学校となる。
- 1890年（明治23年）- 現在地に校舎を新築して移転を完了。
- 1892年（明治25年）4月 - 「鳥島尋常小学校」に改称（「尋常」の位置が変更）。
- 1907年（明治40年）4月 - 鳥島農業補習学校を併設。
- 1908年（明治41年）4月 - 小学校令の改正により、義務教育年限（尋常科の修業年限）が4年から6年に延長される。これにより尋常科5年を設置。
- 1909年（明治42年）4月 - 尋常科6年を設置。校舎を増築。
- 1917年（大正6年）4月1日 - 高等科を併置の上、「鳥島尋常高等小学校」に改称。
- 1930年（昭和5年）- 平屋建て校舎（3教室）が完成。
- 1934年（昭和9年）- 新校舎が完成。
- 1935年（昭和10年）- 青年学校令の施行により、併設の農業補習学校が「鳥島青年学校」に改称。
- 1941年（昭和16年）4月1日 - 国民学校令の施行により、「森山西国民学校」に改称。尋常科を初等科に改称（初等科6年・高等科2年）。
  - この時、森山尋常高等小学校は「森山東国民学校」に改称した。
- 1947年（昭和22年）4月1日 - 学制改革が行われる。
  - 国民学校の初等科が改組され、「森山村立森山西小学校」となる。
  - 国民学校の高等科と青年学校の普通科が改組され、中学校分校が設置される。
- 1952年（昭和32年） - 諫早水害により児童13名が死亡。
- 1964年（昭和39年）- 森山干拓児童通学区変更により30名が森山東小学校へ転出。
- 1965年（昭和40年）4月1日 - 特殊学級1学級を設置。
- 1966年（昭和41年）- 校歌を制定。
- 1969年（昭和44年）
  - 4月1日 - 町制施行により、「森山町立森山西小学校」に改称。
  - この年 - 鉄筋コンクリート造3階建て新校舎（12教室）が完成。管理・特別教室校舎が完成し、全校移転。
- 1972年（昭和47年）- 完全給食を開始。
- 1973年（昭和48年）- 創立100周年を記念して学校庭園とプールが完成。
- 1981年（昭和56年）- 体育館が完成。
- 1982年（昭和57年）- 運動場の拡張・整地工事が完成。
- 1991年（平成3年）- 焼窯室が完成。
- 1993年（平成5年）- 校舎の大規模改造工事が完成。
- 1996年（平成8年）- 校舎の増築工事が完成。
- 2005年（平成17年）
  - 3月1日 - 市町村合併により「諫早市立森山西小学校」（現校名）に改称。
  - この年 - 校舎・体育館の大規模改修工事を実施。

## アクセス
最寄りのバス停
- 県営バス　森山図書館前バス停

最寄りの国道・県道
- 長崎県道124号大里森山肥前長田停車場線

## 周辺
- 諫早市役所森山支所
- 森山武道館
- 諫早市立森山図書館
- 諫早市立森山中学校
- 森山郵便局
- 諫早警察署森山警察官駐在所
- 諫早市立森山スクールランチセンター（学校給食センター）
- もりやま保育園

## 著名な出身者
- 釜元豪（プロ野球選手）

## 関連事項
- 長崎県小学校一覧